# Западна Босна (1993—1995)
Аутономна Покрајина Западна Босна (1993—1995) или Република Западна Босна (1995) је била међународно непризната територијално-административна јединица која је постојала између 1993. и 1995. на територији данашње државе Босне и Херцеговине у време распада Југославије и рата у Босни и Херцеговини (1992—1995). Главни град Западне Босне била је Велика Кладуша (која се данас налази у Унско-санском кантону).

## Историја
Аутономну Покрајину Западну Босну су 1993. прокламовали месни Муслимани који су се супротстављали влади у Сарајеву. Председник Западне Босне је био Фикрет Абдић. Ова аутономна покрајина је сарађивала са Републиком Српском, Републиком Српском Крајином, Србијом и Хрватском током распада Југославије, a најтеже борбе су вођене против Петог корпуса Армије Републике Босне и Херцеговине.
Територија Западне Босне је била заузета од стране Армије Републике Босне и Херцеговине 1994. Међутим, касније те године су, уз помоћ Срба у операцији Паук, ове трупе истеране са подручја Западне Босне, која је тада обновљена.
Аутономна Покрајина Западна Босна је 1995. године променила име у Република Западна Босна. Исте године, војнички су је поразиле хрватска и бошњачка војска, а њена територија је припојена Федерацији Босне и Херцеговине (данас Унско-санском кантону у Федерацији Босне и Херцеговине). Фикрет Абдић је на конструисаном политичком судском процесу у Хрватској осуђен на 20 година затвора због ратних злочина, а та казна му је касније смањена на 15 година.
- Застава Аутономне Покрајине Западне Босне од 1993 до 1995.
- Карта Југославије током рата.